# Eishockey in Dortmund
Eishockey in Dortmund wird seit den 1930er Jahren gespielt. Seit 1952 werden die Spiele im Eissportzentrum Westfalen ausgetragen. Erfolgreichster Eishockeyclub Dortmunds war der TuS Eintracht Dortmund, der zwischen 1959 und 1965 fünf Spielzeiten in der Eishockey-Bundesliga spielte. In der Saison 2015/16 spielten die Eisadler Dortmund in der viertklassigen 1. Liga West. Seit der Saison 2023/24 spielen die Eisadler in der Regionalliga Nordrhein-Westfalen.

## Geschichte

### Die ersten Anfänge im Dortmunder Eishockeys (1934 bis 1956)
Die ersten Anfänge datieren aus dem Jahr 1934, als auf den mit Wasserschläuchen präparierten Rollschuhbahnen an der „Danziger Freiheit“ – die frühere Bezeichnung des heutigen Brügmannplatzes – und „In der Börse“ – ein ehemaliges Lokal am Steinplatz in Dortmund – Schlittschuhläufer anfingen, den Eishockeysport zu betreiben. Bei günstiger Witterung verließen sie die Rollschuhbahnen, um die Tennisplätze an der Flora zu präparieren. Wenn Tauwetter einsetzte, gerieten die mit Wasser bespritzten Plätze zu unbespielbaren Flächen. Hans Brinkmann, der damalige stellvertretende Direktor der Westfalenhalle, ließ im Jahre 1936 eine Maschine zur Eisaufbereitung in der alten Westfalenhalle installieren. Im Oktober 1936 gründete er den EV Westfalen Dortmund.
Somit wurde dem Eissport in Dortmund ein neues und dauerhaftes Domizil gegeben. Alle bisher bestehenden Dortmunder Vereine unterstützten dieses Unterfangen und traten dem neu gegründeten Verein bei. Dazu gehörten der Rollschuhclub Dortmund, die Rollsportabteilung des TSC Eintracht Dortmund, der Dortmunder Roll- und Schlittschuhclub sowie die VFL Stahlwerke. Gleich in der Saison 1937/38 wurde eine eigenständige Eishockeymannschaft gegründet, die aus Talenten der fusionierten Vereine gebildet wurde. Zu den ersten Verantwortlichen gehörte unter anderem der Kanadier Herbie Esboe, der sich für die Schulung der einzelnen Spieler verantwortlich zeichnete. Nur drei Monate später musste er seinen Dienst quittieren und wurde von Bobby Bell, dem damaligen Trainer der Düsseldorfer EG, beerbt.
Zur Saison 1938/39 wurde der Münchener Josef Sieg als Trainer verpflichtet. Er bereitete den EV Westfalen Dortmund auf den Nord-Westeuropapokal vor, wo unter anderem namhafte Klubs wie der RSC Essen, der Kölner EK und die Düsseldorfer EG teilnahmen. Leistungsträger der Mannschaft waren die beiden Kanadier Frank Schwinghammer und Jack Ring. In der Spielzeit 1939/40 nahm der Verein an der Qualifikation zur Teilnahme an der Endrunde um die deutsche Meisterschaft teil, konnte sich als Tabellendritter allerdings nicht für die Endrunde qualifizieren. Der EV Westfalen Dortmund bestand bis zum Jahr 1940 und konnte seinen Spielbetrieb anschließend, auf Grund des Ausbruchs des Zweiten Weltkriegs, nicht fortsetzen.

### TuS Eintracht Dortmund (1956 bis 1965)
In den folgenden 16 Jahren nahm keine Dortmunder Eishockeymannschaft am regulären Spielbetrieb teil. Dies änderte sich erst im Sommer 1956, als der TuS Eintracht Dortmund seine gleichnamige Eishockeyabteilung gründete.
Die Mannschaft des TuS Eintracht Dortmund spielte als Meister der Landesliga-NRW in der Saison 1958/59 erstmals in der Oberliga. Nach einem dritten Platz im Jahr 1959 stieg sie 1959/60 als Tabellenerster in die Bundesliga auf. In der ersten Bundesliga-Saison konnte der Klassenerhalt trotz eines vorletzten Platzes in der Abschlusstabelle gesichert werden. Eine Spielzeit später belegte das Team den letzten Platz nach der Hauptrunde und konnte sich in der anschließenden Abstiegsrunde nur auf den achten und damit letzten Rang platzieren. Der TuS verblieb dennoch in der Liga, da die beiden entscheidenden Relegationsspiele gegen den EV Landshut mit 0:1 und 5:2 gewonnen wurden.
In der Saison 1962/63 wurde der sportliche Klassenerhalt nicht mehr geschafft, nachdem das Team in der Relegation erneut gegen den EV Landshut spielen musste. Im Gegensatz zum Vorjahr verlor der TuS sowohl das Hin- als auch das Rückspiel. Insgesamt verlor der Klub die Serie mit 9:6. Die folgende Oberliga-Spielzeit konnte die Eintracht auf dem ersten Tabellenrang abschließen und erreichte somit den sofortigen Wiederaufstieg in die Bundesliga 1964/65. Die insgesamt vierte Spielzeit in der Bundesliga sollte zugleich die letzte der Eintracht werden. Das Team kämpfte erneut um den Klassenerhalt und musste letzten Endes wieder in die Relegation. Dort spielten die Dortmunder gegen den Tabellendritten der Oberliga, den VfL Bad Nauheim. Bereits das erste Spiel verlor der TuS mit 0:11 in Bad Nauheim.
Auch das Rückspiel, welches an der Strobelallee in Dortmund stattfand, ging mit 3:8 verloren. Damit war die Mannschaft des TuS Eintracht Dortmund erneut sportlich abgestiegen. Daraufhin stellte der TuS im Sommer 1965 den Spielbetrieb seiner Mannschaft ein.

### ERC Westfalen Dortmund (1964 bis 1990)
1964 wurde der ERC Westfalen Dortmund gegründet. Er startete in der Gruppenliga, die 1965 zur Regionalliga wurde. Nach der Auflösung der Eishockey-Abteilung der Eintracht waren die Westfalen die einzige Dortmunder Eishockeymannschaft, die am regulären Spielbetrieb teilnahm. Der ERC spielte nach einer Neustrukturierung 1966, in der Gruppe West der Regionalliga mit traditionsreichen Mannschaften wie dem EC Hannover und den Berliner FC Preussen um den Aufstieg in die Oberliga.

#### Wechselhafte Jahre (1966 bis 1983)
In der Regionalliga West erreichte das Team 1966 den vierten Platz und qualifizierte sich somit für die Regionalliga-Spielzeit 1966/67. Zwei Jahre später, im Jahr 1969, gelang der Aufstieg in die Oberliga. Dort belegte der ERC in der ersten Spielzeit den vierten Platz mit einer ausgeglichenen Punktebilanz von 10:10. Anschließend sicherte sich der Aufsteiger in der Relegationsrunde mit einem zweiten Platz hinter dem EC Hannover den Klassenerhalt. In der folgenden Saison gab es mehrere grundlegende Modus-Änderungen. Im Gegensatz zur Vorsaison wurde die 13. Oberliga-Spielzeit nicht in den Gruppen Nord und Süd, sondern eingleisig ausgespielt. Des Weiteren wurde die Teilnehmerzahl auf 16 Mannschaften aufgestockt. Der ERC Westfalen belegte am Ende der Saison, die in einer Doppelrunde ausgespielt wurde, den 15. Rang und verblieb damit in der Liga. Das Team um die beiden Angreifer Erik Konecki und Kurt Jablonski kassierte mit 196 Gegentoren die zweitmeisten der Liga. Demgegenüber standen 88 geschossene Tore, die drittmeisten der 16 Klubs.

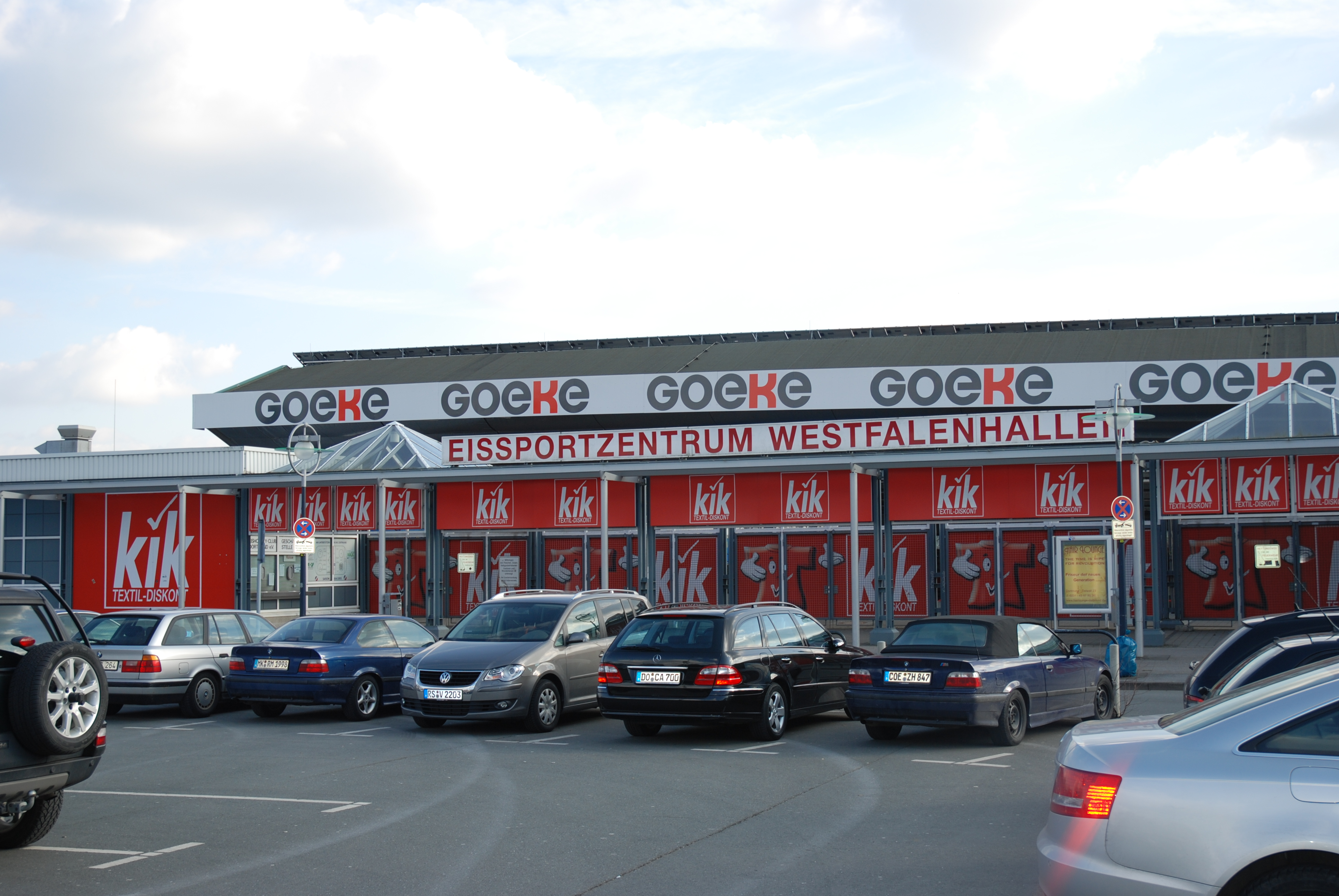
Seit den 1960er Jahren die Heimspielstätte des ERC Westfalen, das EWD

Auch in der Spielzeit 1971/72 konnte der Eishockeyclub auf Grund des vorzeitigen Rückzuges der Zweitvertretung der Düsseldorfer EG die Klasse halten. Die folgende Saison wurde von einer erneuten, ligenübergreifenden Modus-Änderung beeinflusst. So entschieden sich die Verantwortlichen des Deutschen Eishockey-Bundes für eine Einführung einer 2. Bundesliga, die ab dem Spieljahr 1973/74 zum ersten Mal ausgespielt werden sollte. Dabei stellte die laufende Oberliga-Saison eine Qualifikationsrunde für die 2. Bundesliga (2. bis 9. Platz) oder für die dann dritthöchste deutsche Liga, die Oberliga (10. bis 16. Platz), dar. Der ERC Westfalen Dortmund belegte nach der Hauptrunde den 14. Rang und qualifizierte sich dementsprechend für die Oberliga. Folglich war der ERC in der Saison 1973/74 für die Oberliga spielberechtigt, wo mit einem achten Platz nach der regulären Spielzeit die Aufstiegsrunde zur 2. Bundesliga verpasst, gleichzeitig aber der Klassenerhalt gesichert werden konnte. In den folgenden Jahren bewegte sich die Mannschaft des ERC im unteren Tabellendrittel.
Erst fünf Jahre später, während der Saison 1979/80, erreichten die Dortmunder erstmals die Aufstiegsrunde, in der der Verein jedoch den letzten Platz belegte und dabei keines der sechs Spiele gewinnen konnte. Nach der gerade abgelaufenen Spielzeit, im Sommer 1980, wurde die Mannschaft vom Verein aus der Oberliga abgemeldet und der Spielbetrieb in einer unterklassigen Liga fortgesetzt. Zur Saison 1982/83 gelang der Aufstieg in die Regionalliga. Bereits ein Jahr später kehrte Dortmund zurück in die Oberliga und nahm am Spielbetrieb der Saison 1983/84 teil. Die erste Spielzeit in der Oberliga seit dem Rückzug im Sommer 1980 verlief sportlich durchaus erfolgreich.
Nach einem zweiten Platz in der Qualifikationsrunde Nord trat das Team anschließend in der Relegation zur 2. Liga Nord an. Dort konnte der Außenseiter lediglich den letzten Platz belegen und verpasste damit deutlich die sportliche Qualifikation für die 2. Liga.

#### Ende (1983 bis 1990)
| Saison  | Liga  | Vorrunde   | Endrunde   |
| ------- | ----- | ---------- | ---------- |
| 1983/84 | OL    | 8. Platz   | 2. Platz ↓ |
| 1984/85 | OL    | 11. Platz  | –          |
| 1985/86 | NRW   | 2. Platz ↑ | 2. Platz ↑ |
| 1986/87 | RL    | 1. Platz   | 1. Platz ↑ |
| 1987/88 | OL    | 1. Platz   | 6. Platz ↑ |
| 1988/89 | 2. BL | 8. Platz   | 3. Platz ↓ |
| 1989/90 | 2. BL | 10. Platz  | –          |

↑ Meisterrunde; ↓ Abstiegsrunde
Im Sommer 1983 wurde der bisherige ERC in einen Dachverein umgewandelt, unter dessen Führung die Sparten Eishockey und Eis- und Rollkunstlauf die eigenständigen Vereine ERC Westfalen Dortmund Eishockey und ERC Westfalen Dortmund Kunstlauf bildeten. Während der Saison 1984/85 wurde vom Verein zwar der Spielbetrieb der Oberligamannschaft erneut eingestellt, jedoch nahm der ERC mit einer anderen Mannschaft weiterhin am Spielbetrieb der NRW-Liga teil. Nach der Hauptrunde konnte der zweite Tabellenrang belegt werden. Dieser berechtigte zur Teilnahme an der anschließenden Aufstiegsrunde zur Regionalliga. Auch dort platzierte der ERC den zweiten Platz und stieg somit in die viertklassige Regionalliga auf.
Zwischen 1982 und 1990 unterhielt der Verein des Weiteren eine Fraueneishockey-Abteilung, die in der NRW-Liga antrat und in dieser in den ersten Jahren regelmäßig am Tabellenende vertreten war. Erst ab 1986 konnte sich die Mannschaft in der Liga behaupten. Im Sommer 1990 belegte das Team den ersten Platz der NRW-Liga Aufstiegsrunde und erhielt somit das Recht, in eine höhere Liga aufzusteigen. Dieses Recht wurde jedoch nicht wahrgenommen, stattdessen wurde die Abteilung, aufgrund der finanziellen Probleme, die der Stammverein zur damaligen Zeit hatte, aufgelöst.
In der Spielzeit 1986/87 spielte die Herren-Mannschaft des ERC erstmals wieder in der Regionalliga. Das Team belegte den ersten Platz in der Gruppe West und stieg neben der Herforder EG und dem EHC Wesel in die Oberliga auf. Der Durchmarsch setzte sich fort und so belegten die Westfalen auch in der ersten Oberliga-Saison seit dem Rückzug im Jahr 1985 den ersten Rang. Somit hatte der Liganeuling das Recht, in der Qualifikation zur 2. Bundesliga Nord teilzunehmen, wo es dem Team schließlich gelang, in die 2. Bundesliga Nord aufzusteigen. Nach dem vorherigen Absturz in die fünfte Liga während der Saison 1984/85 konnten die Dortmunder in nur drei Jahren bis in die 2. Bundesliga aufsteigen. Als Aufsteiger konnte der ERC in der Saison 1988/89 den Klassenerhalt erreichen.
Während der laufenden Spielzeit musste der SC Solingen Insolvenz anmelden. Die Ligenstärke schrumpfte daraufhin auf neun Mannschaften. Der ERC platzierte sich nach der Vorrunde auf dem achten Platz und konnte den Klassenerhalt mit einem dritten Rang erst in der Relegationsrunde sichern. Die bekanntesten Spieler der Dortmunder Mannschaft in den 80er Jahren waren der Verteidiger Brad Bergen und der Stürmer Rick Laycock. Vor allem Laycock, der in 22 Spielen 45 Scorerpunkte erzielen konnte, war ein wichtiger Bestandteil im Dortmunder Offensivspiel. Bergen, der im defensiven Bereich tätig war, gehörte in der damaligen Zeit mit 107 Punkten in 55 Spielen zu den punktbesten Verteidigern der Liga. Ein Spieljahr später kam der ERC erneut in finanzielle Schwierigkeiten und musste den Spielbetrieb letzten Endes während der Saison 1989/90 einstellen. Der Verein war damit, nach den jahrelangen immer wiederkehrenden Diskussionen um das fehlende Geld, bankrott.

### ERC Westfalen Dortmund 1990 (1990 bis 1996)
| Saison  | Liga  | Vorrunde  | Endrunde    | Play-offs    |
| ------- | ----- | --------- | ----------- | ------------ |
| 1990/91 | LL    | 2. Platz  | 1. Platz ↑  | –            |
| 1991/92 | NRW   | 2. Platz  | 2. Platz ↑  | –            |
| 1992/93 | RL    | 2. Platz  | 4. Platz ↑  | –            |
| 1993/94 | OL    | 11. Platz | 2. Platz ↓  | –            |
| 1994/95 | 1. LN | 2. Platz  | 1. Platz ↑  | Achtelfinale |
| 1995/96 | 1. LN | 5. Platz  | 10. Platz ↑ | –            |

↑ Meisterrunde; ↓ Abstiegsrunde
Der neugegründete ERC Westfalen Dortmund 1990 setzte den Spielbetrieb der Mannschaften anstelle des ERC fort – nicht jedoch den der Mannschaft in der 2. Bundesliga. Die erste Spielzeit des neu gegründeten Vereins war die Saison 1990/91, welche die Dortmunder in der Landesliga verbrachten. Aus dieser konnte der Verein in derselben Spielzeit aufsteigen. Über die NRW-Liga im folgenden Jahr gelang erneut der Wiederaufstieg in die Regionalliga 1992/93. Die Regionalliga schloss der ERC90 auf dem zweiten Platz ab und qualifizierte sich somit für die Meisterrunde. Dort platzierte sich der Neuling auf dem vierten Tabellenrang und stieg in die drittklassige Oberliga auf.
Nach der Neueinteilung der Ligen mit der Einführung der Deutschen Eishockey Liga im Sommer 1994 wurde die Mannschaft des ERC90 in die damals zweithöchste deutsche Liga, die 1. Liga Nord, eingeteilt. Mit Beginn dieser Spielzeit wurde unter anderem der Kanadier Martin Bergeron verpflichtet, der zuvor bereits in der American Hockey League gute Statistiken vorzuweisen hatte. Die Hauptrunde schloss das erfahrene Team um den Top-Scorer Kurt Wickenheiser auf dem zweiten Rang ab. In der anschließenden Meisterschaftsrunde konnte der ERC den ersten Platz belegen. Neben dem damals souverän aufspielenden SC Riessersee ging die Mannschaft des ERC90 als Favorit in die Play-offs.
Dort schied der ERC gleich in der ersten Runde gegen den „Underdog“ TSV 1862 Erding aus. Die Ernüchterung in Dortmund war groß, nachdem der ERC zuvor so stark aufspielte und als Meisterkandidat gehandelt wurde. Eine Saison später verpflichtete die Dortmunder Vereinsführung erneut eine große Schar an erfahrenen Spielern. Zu nennen wären hier vor allem Top-Scorer Dave O’Brien, sein Sturmpartner Teal Fowler sowie der Verteidiger Teja Dambon, den das Management aus Kassel in die Westfalenmetropole transferieren konnte. Die Hauptrunde konnte der Eishockeyclub auf dem fünften Platz abschließen. Wenig später kam der Verein zum ersten Mal durch finanzielle Schwierigkeiten negativ in die Schlagzeilen. Die Meisterrunde wurde auf dem letzten Tabellenrang abgeschlossen.
Angekündigt hatte sich das Dilemma schon vor einem Pokalspiel gegen den Iserlohner EC. Der damalige Trainer Gerald Müll trat bereits vor der Partie zurück. Einigen Aussagen zufolge konnte er, auf Grund der finanziellen Situation, seine vorher gemachten Zusagen an die Neuverpflichtungen nicht halten. Die eigentliche Überraschung folgte beim Betreten des Eises kurz vor Spielbeginn, als die Dortmunder Mannschaft einen Trikotsatz ganz ohne Sponsoren trug. Später bekundeten die ersten Leistungsträger ihre Wechselabsichten. Während der Saison 1995/96, unmittelbar nach der Meisterrunde, wurde der Verein wegen finanzieller Probleme von der Liga ausgeschlossen.

### EHC Dortmund (1996 bis 2013)
Anstelle des ERC90 wurde am 10. Oktober 1996 im damaligen Eissportzentrum Westfalenhallen der Verein EHC Dortmund gegründet. Ihr erstes Spiel absolvierten die „Elche“ am 27. Oktober 1996 um 19 Uhr. Der damalige Gegner war der Neusser EV. Vor 202 Zuschauern endete die Begegnung mit 10:2 für den EHC (3:0,5:1,2:1). Das erste Tor in der Vereinsgeschichte erzielte Verteidiger Frank Clever in der 14. Minute. Er kassierte außerdem bereits in der fünften Minute die erste Strafzeit. Da der Klub bereits nach dem Beginn der Saison 1996/97 gegründet wurde, spielten die Elche zunächst in einer Regionalpokal-Runde. Im darauffolgenden Jahr wurden die Dortmunder in die Verbandsliga eingegliedert. Am Ende der Spielzeit 1997/98 stieg der EHC Dortmund aus der Verbandsliga in die Regionalliga NRW auf. In den folgenden Jahren belegte die Mannschaft des EHC häufig einen Rang im unteren Tabellendrittel.
In der Saison 1999/00 erreichte das Team mit 37 Punkten den fünften Platz und ließ damit den vorher hoch gehandelten Kölner EC hinter sich. Beste Scorer waren die Spieler Igor Čillík und Thomas Pokorný, die in 19 Spielen jeweils 44 Scorerpunkte erzielen konnten. Eine Spielzeit später belegte der EHC in der Endabrechnung den sechsten Platz. Punktbester im Team war diesmal der gebürtige Tscheche Michal Galgonek. Er absolvierte 28 Spiele und erzielte dabei 40 Punkte.
| Saison  | Liga | Vorrunde | Endrunde                  |
| ------- | ---- | -------- | ------------------------- |
| 1996/97 | RP   |          |                           |
| 1997/98 | VL   |          |                           |
| 1998/99 | RL   |          |                           |
| 1999/00 | RL   | 5. Platz | 4. Platz ↓                |
| 2000/01 | RL   | 6. Platz | 1. Platz ↓                |
| 2001/02 | RL   | 6. Platz | 8. Platz ↑                |
| 2002/03 | RL   | 9. Platz | –                         |
| 2003/04 | RL   | 7. Platz | 3. Platz ↓                |
| 2004/05 | RL   | 7. Platz | 2. Platz ↓                |
| 2005/06 | RL   | 5. Platz | 3. Platz ↑                |
| 2006/07 | RL   | 7. Platz | 2. Platz ↓                |
| 2007/08 | RL   | 1. Platz | 2. Platz ↑, Finale        |
| 2008/09 | RL   | 1. Platz | 2. Platz ↑, Aufstieg      |
| 2009/10 | OL   | 2. Platz | Halbfinale                |
| 2010/11 | OL   | 1. Platz | 1. Platz ↑, Viertelfinale |
| 2011/12 | OL   | 1. Platz | 4. Platz ↑, Halbfinale    |
| 2012/13 | OL   | 8. Platz | 8. Platz ↑                |

↑ Meisterrunde; ↓ Abstiegsrunde
Im folgenden Jahr zog der EHC Dortmund in die NRW-Regionalliga-Play-offs ein. Dort war der Außenseiter in nur zwei der sieben Partien erfolgreich und platzierte sich damit an die vorletzte Stelle. Lediglich der EC Bergisch Gladbach erzielte damals ein schlechteres Ergebnis und rangierte dementsprechend als einzige Mannschaft hinter den Elchen. Prägende Akteure in dieser Zeit waren die Spieler Willi Tesch und Igor Čillík, die danach beim direkten Konkurrenten, dem Königsborner JEC, unter Vertrag standen. Čillík war in der Offensive tätig und gehört gleich mehrmals zu den punktbesten Stürmern der Regionalliga NRW. Darüber hinaus war er seit Kurt Wickenheiser einer der beliebtesten Spieler in der Dortmunder Eishockeygeschichte. Tesch agierte im defensiven Bereich mit dem ebenfalls langjährigen Dortmunder Spieler Thomas Branz.
Nach zwei weiteren enttäuschenden Jahren zeigte die sportliche Leistungskurve in der Saison 2005/06 nach oben. Das Team um die damaligen Leistungsträger Jan-Anton Baron und Hans-Jürgen Lacalli verbesserte sich deutlich und belegte nach der Hauptrunde den fünften Platz. Anschließend spielten die Dortmunder erstmals in der Aufstiegsrunde zur Oberliga, was der bis dahin größte Erfolg in der Vereinsgeschichte darstellte.
In der Aufstiegsrunde konnten sich die Elche noch einmal steigern und schlugen im ersten Spiel den Erzrivalen und damaligen Aufstiegsfavoriten Herner EG an der Strobelallee mit 5:3. Die Westfalen belegten am Ende den dritten Platz. Im selben Jahr feierte der Eishockey Club Dortmund sein zehnjähriges Vereinsjubiläum. Bereits vor der Saison 2005/06 wurden Günter Kuboth und Gerd Alda als erster beziehungsweise zweiter Vorsitzender neu in den Vorstand des Vereins gewählt. Die beiden lösten damit den langjährigen ersten Vorsitzenden Peter Rieger ab. Mit dieser Neustrukturierung der Führungsebene begann der neuerliche sportliche Erfolg des EHC Dortmund. Rieger war zuvor fünf Jahre an der Vereinsspitze und beerbte im Sommer 1999 Karl-Walter Hollmann, den Mitbegründer des EHC.

| Saison        | Trainer           |
| seit Mai 2009 | Frank Gentges     |
| 2008–2009     | Krystian Sikorski |
| 2007–2008     | Czesław Panek     |
| 2007          | Georg Gailer      |
| 2005–2007     | Markus Scheffold  |
| 2004–2005     | Michael Schneider |
| 2002–2004     | Dirk Sobottka     |
| 2001–2002     | Zdenek Kiklhorn   |
| 2000–2001     | Juris Kruminsch   |
| 1999–2000     | Martin Jílek      |
| 1999          | Ludwig Franta     |
| 1996–1999     | Michael Muus      |

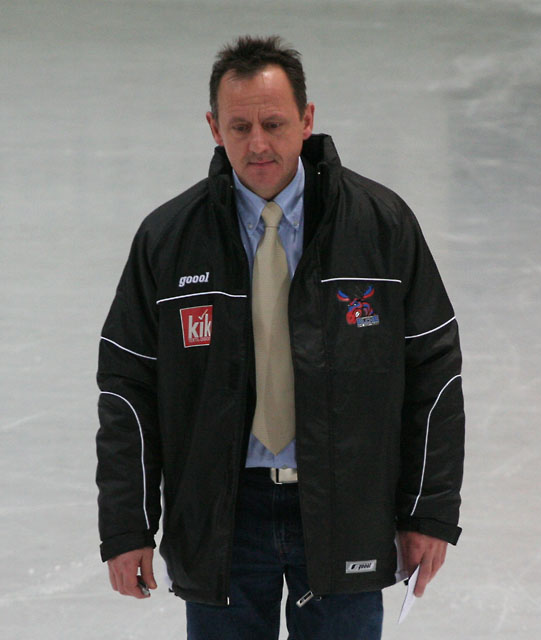
Trainer des EHC Dortmund, Krystian Sikorski

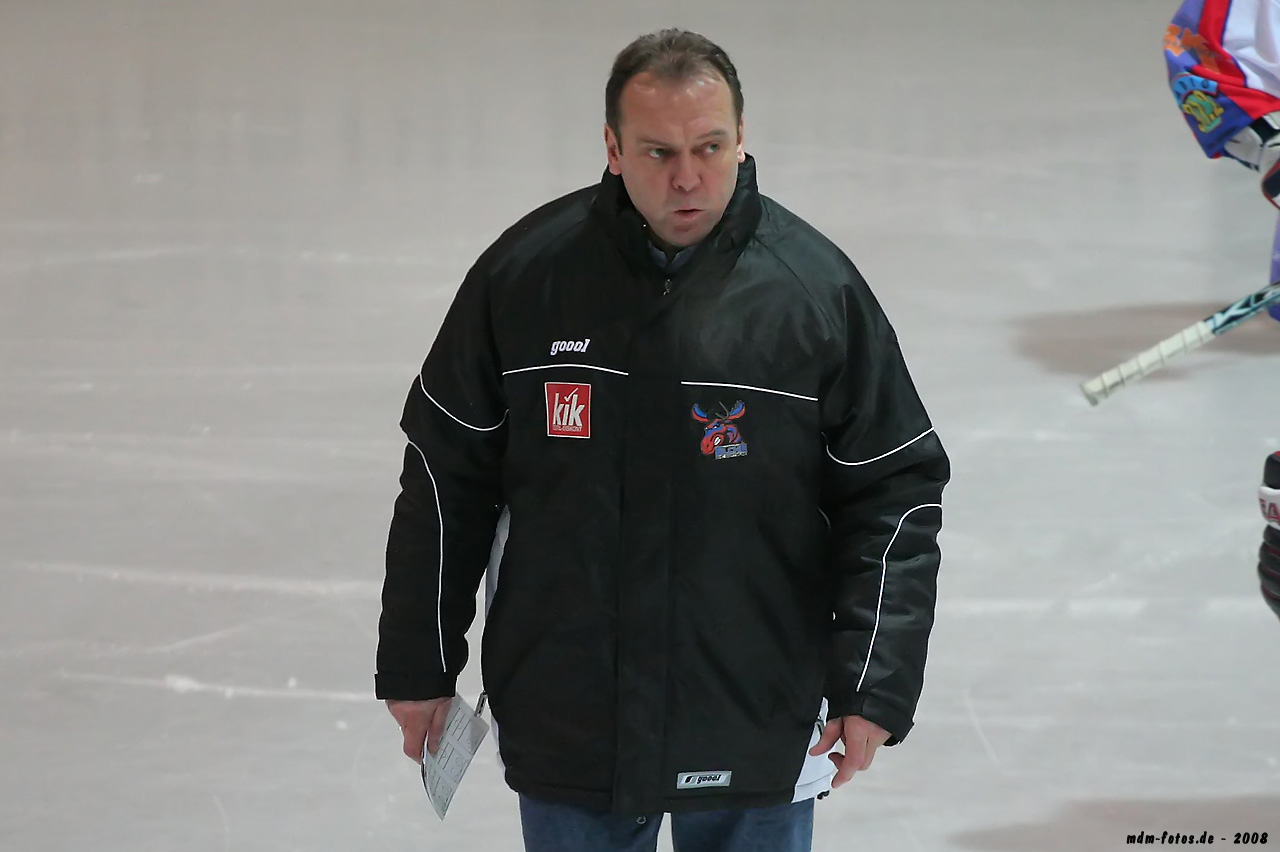
Czesław Panek war von April 2007 bis November 2008 Trainer des EHC Dortmund

In der Folgezeit konnte eine Kooperation mit dem benachbarten Fußballverein Borussia Dortmund sowie mit dem direkten Ligarivalen Iserlohn Roosters 1b eingegangen werden. Diese Kooperation beabsichtigt den Zweck, junge und talentierte Spieler zu fördern und sich gegenseitig im sogenannten „Scouting“ auszutauschen. Als mittelfristiges Ziel wurde der Aufstieg in die zweite Bundesliga ausgegeben.
Zur Spielzeit 2006/07 verpflichtete die Vereinsführung Spieler mit höherklassiger Erfahrung, wie zum Beispiel Jörn-Erik Siegmanski oder den gebürtigen Russen Dmitri Zwetkow, der zuvor unter anderem schon für die Mannschaft des SKA Sankt Petersburg in der höchsten Russischen Eishockeyliga, der damaligen Internationalen Liga, aktiv war. Dennoch konnte sich das Team nicht für das Saisonziel, die Aufstiegsrunde, qualifizieren. Trainer Markus Scheffold musste vorzeitig gehen und wurde vom Interimscoach Georg „Butzi“ Gailer ersetzt. Anschließend trat die Mannschaft im Regionalliga-Pokal an, wo der zweite Platz, mit vier Punkten Rückstand auf die Zweitvertretung der DEG Metrostars, erreicht werden konnte.

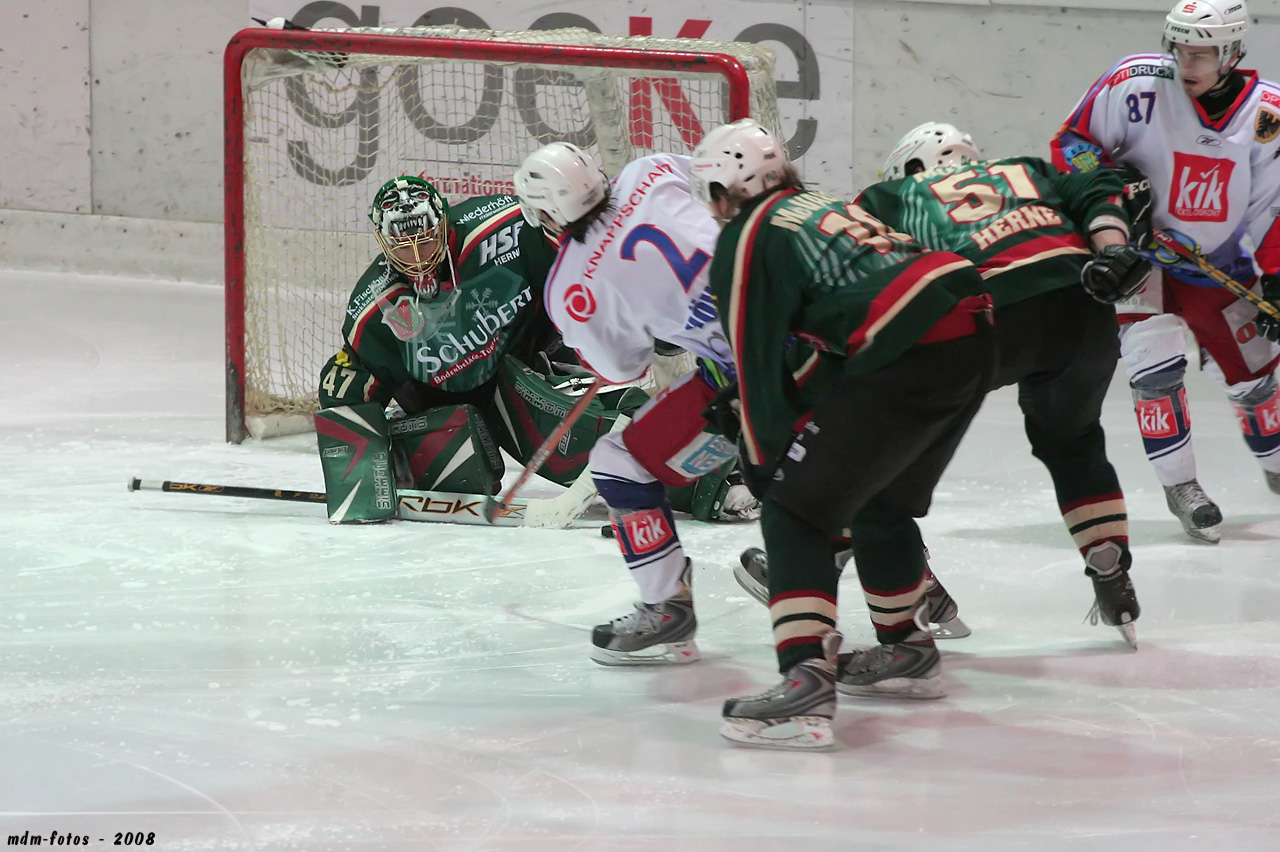
Play-off-Finale 2008 gegen den Herner EV

Nachdem der EHC ein Jahr zuvor als Favorit in die Saison gegangen war und die vorher ausgegebenen Ziele nicht erreichen konnte, entschied sich die Dortmunder Vereinsführung für einen Umbruch und verpflichtete 17 neue Spieler. Nach dem letzten Heimspiel der Regionalliga-Hauptrunde gegen den EC Bergisch Land bekam die Mannschaft den Pokal zur Regionalligameisterschaft des Jahres 2007/08 überreicht. Dies bedeutete den größten Erfolg in der bis dahin elfjährigen Vereinsgeschichte. Bester Scorer war der vor der Saison neu verpflichtete Finne Antti-Jussi Miettinen.
In der anschließenden Aufstiegsrunde zur Oberliga belegte das Team den zweiten Platz und qualifizierte sich damit für die Play-offs. Am 22. März 2008 startete das Play-off-Halbfinale. Dort konnte sich der Eishockeyclub Dortmund sowohl im Hinspiel als auch im Rückspiel gegen die Mannschaft der Hügelsheim Hornets durchsetzen. Parallel dazu setzte sich die Mannschaft des Herner Eishockeyvereins 2007 gegen die zweite Mannschaft des SC Bietigheim-Bissingen durch. Das Finale bestritten somit der EHC Dortmund und der Herner EV.
Nachdem das Finalhinspiel vor 2000 Zuschauern an der Strobelallee mit 5:6 verloren gegangen war, galt es den Ein-Tor-Rückstand im Rückspiel aufzuholen. Zwei Tage später traten die Elche am Herner Gysenbergpark an. Nach regulärer Spielzeit hieß es 3:4 für den EHC aus Dortmund. Im anschließenden Penaltyschießen verwandelte der Kanadier Tim McVaugh den entscheidenden Penalty. Somit verpassten die Westfalen die sportliche Qualifikation für die Oberliga.
In der Saison 2008/09 konnte der EHC Dortmund erneut die Regionalligameisterschaft gewinnen und sich nach zwei Siegen in den Play-offs gegen den Neusser EV für das Play-off-Finale qualifizieren. Auch im Finale gegen die DEG Metro Stars II entschied der EHC beide Partien mit 1:4 beziehungsweise 5:1 für sich. Somit qualifizierten sich die „Elche“ sportlich für die Oberliga-Saison 2009/10. Im Juni 2009 beschloss der Klub, die Profimannschaft in eine Spielbetriebs GmbH auszugliedern. Allerdings verzichtete der Verein auf die Beschäftigung eines separaten Geschäftsführers oder weiterer Personen, damit er die Arbeit der GmbH weiterhin bestimmen kann. Eine entsprechende Satzungsänderung wurde auf einer Mitgliederversammlung am 23. Juni 2009 verabschiedet. Anschließend wurde dem EHC Dortmund seitens der ESBG die Lizenz für die Spielzeit 2009/10 erteilt. In ihrer ersten Oberliga-Saison belegten die Elche den zweiten Platz nach der Hauptrunde und zogen nach einem Sieg im Play-off-Viertelfinale gegen die Passau Black Hawks ins Halbfinale um den Aufstieg in die 2. Bundesliga ein. Dort verloren sie mit 1:3-Siegen gegen den EC Peiting. Bester Scorer nach der Hauptrunde war der vor der Spielzeit neu verpflichtete Kanadier T. J. Sakaluk, der in 36 Partien 55 Punkte erzielen konnte.
| Pflichtspielbilanz seit 1996 Stand: 2. Mai 2011 | Pflichtspielbilanz seit 1996 Stand: 2. Mai 2011 |
| ----------------------------------------------- | ----------------------------------------------- |
| Spiele                                          | 606                                             |
| Siege                                           | 322                                             |
| Overtime/Penalty-Siege                          | 26                                              |
| Unentschieden                                   | 3                                               |
| Niederlagen                                     | 229                                             |
| Overtime/Penalty-Niederlagen                    | 26                                              |

In der Saison 2010/11 schloss der EHC Dortmund die Vorrunde der Oberliga West als bestes Team mit dem ersten Platz ab. Auch in der anschließenden Endrunde, die aus zwei Gruppen mit insgesamt acht Teams aus den Oberligen Nord, Ost und West bestand, konnten die Elche in ihrer Gruppe vor den Moskitos Essen, den Rostock Piranhas und den Wild Boys Chemnitz den ersten Platz belegen. Somit zog das Team als Mitfavorit in die Play-offs ein, verlor dort allerdings die Viertelfinal-Serie gegen den EHC Klostersee mit 1:3 Siegen.
In sportlicher Hinsicht war auch die Saison 2011/12 für den EHC Dortmund sehr erfolgreich. Zunächst konnte der EHC Dortmund in die Hauptrunde der Oberliga West auf dem 1. Platz und somit mit dem Gewinn der Oberliga-West Meisterschaft abschließen. In der anschließenden Endrunde der Oberliga West schaffte die Mannschaft von Trainer Frank Gentges mit dem 4. Platz die Qualifikation für die Endrunde mit den Mannschaften aus der Oberliga Nord, Ost und West. In der Gruppe A dieser Endrunde der Nordmannschaften der Eishockey-Oberliga belegte der EHC Dortmund ebenfalls den 1. Platz. Somit zog das Team von Trainer Frank Gentges als ein Mit-Favorit in die Play-offs um den Aufstieg in die 2. Eishockey-Bundesliga ein. Nachdem das Viertelfinale gegen den Süd-Oberligisten VER Selber Wölfe mit 3:1-Siegen gewonnen werden konnte standen die Westfalenelche im Halbfinale der Playoffs zum Aufstieg in die 2. Bundesliga. Hier musste sich die Mannschaft jedoch nach drei Niederlagen und einem Sieg gegen den EV Duisburg geschlagen geben.

### Eisadler Dortmund (ab 2013)

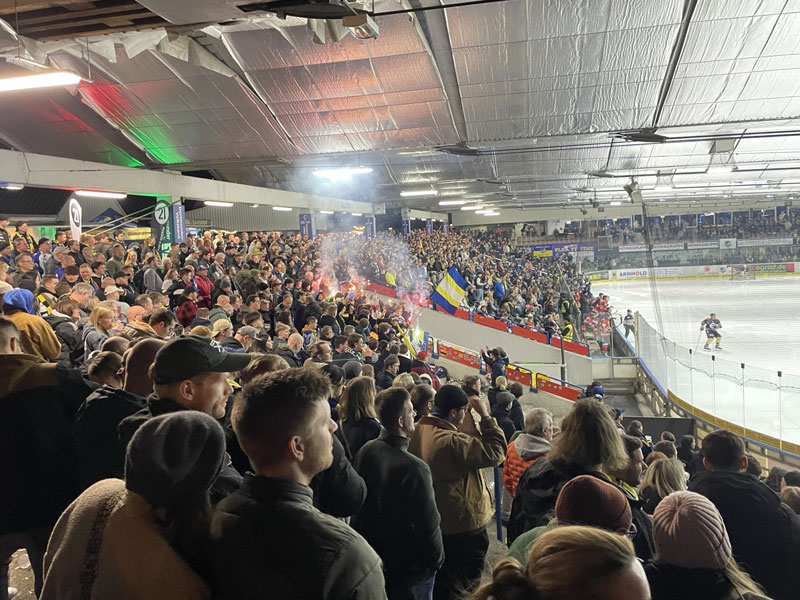
Osttribüne des Eisstadions in Dortmund (7. März 2025)

Zur Saison 2013/14 wurden vom EHC keine Mannschaften fristgerecht Anfang Mai beim Verband gemeldet – stattdessen wurde dies von dem neu gegründeten Verein Eisadler Dortmund durchgeführt. In der ersten Saison des neu gegründeten Vereins starteten die Eisadler in der NRW-Liga und belegten dort am Ende den ersten Platz und stiegen in die Regionalliga West auf, in welcher sie in der Saison 2014/15 antraten. Größter Erfolg in der bis dahin einjährigen Geschichte des Vereins war neben dem Aufstieg das Erreichen des Regionalliga-West-Pokal-Finales, in welchem er in zwei Spielen nur knapp dem Regionalligisten EC Lauterbach im Penaltyschießen unterlag (2:4 und 7:6 n. P.). In der Saison 2014/2015 gewannen die Eisadler die Meisterschaft der Regionalliga West. Allerdings verzichteten sie auf den Aufstieg in die Oberliga.
| Saison  | Liga           | Vorrunde    | Endrunde       |
| ------- | -------------- | ----------- | -------------- |
| 2013/14 | LL-NRW         | –           | ↑ Meister      |
| 2014/15 | RL West        | 1. Platz    | Meister        |
| 2015/16 | 1. Liga West   | 2. Platz    | 2. Platz       |
| 2016/17 | RL West        | 9. Platz    | 4. Platz       |
| 2017/18 | Landesliga NRW | 4. Platz    | 2. Platz Pokal |
| 2018/19 | Landesliga NRW | 2. Platz    | 3. Platz       |
| 2019/20 | Landesliga NRW | 1. Platz    | ↑ Meister      |
| 2020/21 | RL West        | Coronapause |                |
| 2021/22 | RL West        | 5. Platz    | 5. Platz       |
| 2022/23 | RL West        | 6. Platz    | Viertelfinale  |
| 2023/24 | RL West        | 2. Platz    | 2. Platz       |

↑ Meisterrunde; ↓ Abstiegsrunde

## Spieler

### Mitglieder der Hockey Hall of Fame Deutschland
In die „Hall of Fame“ des deutschen Eishockeymuseums werden Persönlichkeiten aufgenommen, die sich um den Eishockeysport in Deutschland verdient gemacht haben. Von den aufgenommenen Akteuren wirkten in Dortmund:
(Teamzugehörigkeit und Position in Klammern)
| - Walter Kremershof (1937–1938, Verteidigung) Der gelernte Verteidiger Walter Kremershof war nur eine Spielzeit in Dortmund aktiv. In den Jahren 1937 und 1938 stand er im Kader des ersten Dortmunder Eishockeyvereins, des EV Westfalen Dortmund, mit dem er zunächst jedoch nur Freundschaftsspiele bestritt. | - Bobby Bell (1937–1938, Trainer) Robert A. „Bobby“ Bell übernahm während der Saison 1937/38 das Traineramt des EV Westfalen Dortmund. Er beerbte seinen Landsmann, den Kanadier Herbie Esboe, der zuvor seinen Dienst quittieren musste. | - Ēriks Koņeckis (1959–1963, 1964–1972, Trainer) Konecki nahm mit der lettischen Nationalmannschaft an der Weltmeisterschaft 1938 teil. Er war zwischen 1959 und 1963 zunächst Trainer des TuS Eintracht Dortmund, ehe er von 1964 bis 1972 die Seniorenmannschaft des ERC Westfalen Dortmund leitete. |

### Weitere bedeutende (ehemalige) Spieler
(Teamzugehörigkeit und Position in Klammern)
| - Herberts Vasiļjevs (1990–1994, Sturm) Der lettische Nationalspieler kam zu Beginn der 1990er Jahre mit seinem Vater nach Deutschland und verbrachte seine Eishockeyjugend beim ERC Dortmund. Mit 18 Jahren ging er zu den Krefeld Pinguinen, wo er seit 2005 wieder spielt. In der Saison 2006/07 war er mit 54 Punkten Topscorer der DEL. Des Weiteren kam er auf 51 NHL-Spiele, unter anderem für die Atlanta Thrashers.              | - Igor Čillík (1998–2006, Sturm) Igor Čillík kam 1998 nach Dortmund und entwickelte sich in der Folgezeit zu einem der punktbesten Stürmern, die der neu gegründete EHC Dortmund je unter Vertrag hatte. In 300 Partien konnte er 535 Scorerpunkte erzielen und hält somit mehrere vereinsinterne Spielerrekorde. So hat er im Trikot des EHC die meisten Scorerpunkte, die meisten Tore und die meisten Vorlagen erzielt sowie die meisten Spiele absolviert. | - Kurt Jablonski (1957–1964, 1969–1972, Sturm) Der in Berlin geborene Kurt Jablonski spielte bereits für den TuS Eintracht Dortmund und verließ den Klub 1964. Mit 108 erzielten Toren zwischen 1958 und 1964 liegt er in der ewigen Torjägerliste des TuS an zweiter Stelle. Nachdem der Verein im Jahr 1965 aus finanziellen Gründen den Spielbetrieb einstellen musste, kehrte er 1969 noch einmal nach Dortmund zurück und spielte fortan zwei Jahre für den ERC Westfalen Dortmund. |
| - Kurt Wickenheiser (1992–1996, Sturm) Kurt Wickenheiser steht als einer der erfolgreichsten Scorer in der Vereinsgeschichte des ERC Westfalen Dortmund 1990. Nachdem er dem Verein vier Jahre lang treu geblieben war, verließ er ihn 1996. In den bis heute statistisch festgehaltenen 188 Spielen kam er auf 442 Punkte. | - Martin Bergeron (1994–1996, Sturm) Martin Bergeron spielte zwei Spielzeiten für den ERC, in denen er zu den punktbesten Scorern im Team gehörte. In insgesamt 79 Spielen erzielte Bergeron 195 Scorerpunkte. Nach seiner Zeit in Dortmund spielte Bergeron unter anderem für den EHC Basel, mit dem er 2003 in die Schweizer Nationalliga A aufstieg. | - Marcus Meister (1982–1989, 1990–1991, Verteidigung) Marcus Meister absolvierte insgesamt acht Spielzeiten im Trikot des ERC Westfalen und des Nachfolgervereins ERC Westfalen 90. In dieser Zeit war er ein wichtiger Bestandteil der Dortmunder Defensive. Zudem gehört er mit 22 Toren in über 100 Partien zu den torgefährlichsten Verteidigern in der Geschichte des ERC Westfalen.                                                                                                |
| - Erik Konecki (1968–1986, Sturm) Erik Konecki stand insgesamt 15 Jahre im Kader des ERC Westfalen Dortmund. In dieser Zeit konnte er in 337 Partien, die er absolvierte, 353 Scorerpunkte erzielen. Somit erzielte er die meisten Punkte in der Vereinsgeschichte des ERC. Sein Bruder Ralf Konecki spielte ebenfalls für die Westfalen und war jahrelang sein Sturmpartner.                                                             | - Thomas Carlsson (1972–1986, Tor) Der gebürtige Schwede Thomas Carlsson war zwischen 1972 und 1986 der Stammtorhüter des ERC Westfalen Dortmund und konnte insgesamt 235 Spiele absolvieren, in denen ihm ein seltenes Torwart-Tor gelang. Carlsson war somit einer der beständigsten Torhüter des ERC Westfalen. | - Juris Kruminsch (1990–1996, Sturm) Juris Kruminsch, Vater von Maris Kruminsch, der ebenfalls schon beim EHC Dortmund unter Vertrag stand, spielte seit der Gründung des ERC 1990 in Dortmund. Er erlebte die größten Erfolge des Vereins und seinen tiefen Fall, verbunden mit der Insolvenz im Jahr 1996. Insgesamt erzielte er in 174 Spielen 306 Scorerpunkte. |
| - Antti-Jussi Miettinen (2007–2009, Sturm) Antti-Jussi Miettinen schloss sich den Elchen im Jahr 2007 an. Der gebürtige Finne spielte zuvor bereits für Ilves Tampere in der höchsten finnischen Spielklasse, der SM-liiga. Seine erste Karrierestation in Deutschland waren die Ratinger Ice Aliens, mit denen er in der Oberliga spielte. In seiner ersten Saison beim EHC konnte er in insgesamt 41 Spielen 126 Scorerpunkte erzielen. | - Christian Franz (1987–1997, 2008–2009, Verteidigung) Ehemaliger deutscher Nationalspieler, der über 400 Spiele für die Iserlohn Roosters und die Nürnberg Ice Tigers in der DEL absolvierte. Franz spielte zuvor zwei Jahre bei den Eisbären Regensburg. Nachdem der Verein im Jahr 2008 trotz großer Ambitionen Insolvenz anmelden musste, kehrte er in seine Heimat nach Dortmund zurück. Dort übernahm er das Amt des Assistenz-Kapitäns.                 | - Christian Kohmann (2008–2009, Sturm) Christian Kohmann begann seine Karriere bei seinem Heimatverein, den Ratinger Löwen, in der 1. Bundesliga (später DEL). Deutscher Meister 2004 mit den Frankfurt Lions sowie Teilnahme am European Champions Cup 2005. Bestritt über 400 DEL-Spiele, unter anderem für die Moskitos Essen, die Schwenninger Wild Wings und die Kassel Huskies, mit denen er 2008 sportlich in die DEL aufsteigen konnte.                                          |
| - Al Conroy (1988–1989, Sturm) Al Conroy spielte in der Saison 1988/89 in der 2. Bundesliga für den ERC Westfalen Dortmund. Ihm gelangen in 31 Ligapartien 78 Punkte. Anschließend wechselte er in die AHL zu den Adirondack Red Wings und verbrachte anschließend zwischen 1991 und 1994 drei Saisons in der NHL bei den Philadelphia Flyers.                                                                                            | - Dan Bourbonnais (1988–1989, Sturm) Dan Bourbonnais spielte zwei Jahre in der NHL für die Hartford Whalers, ehe er in der Saison 1988/89 in der 2. Bundesliga für den ERC Westfalen Dortmund aktiv war. Hier zog er sich am Ende der Saison eine schwierige Fußverletzung zu. Nachdem er in der Saison 1989/90 noch einmal für elf Partien in Frankreich für den HC Caen spielte, trat er danach von seiner aktiven Laufbahn zurück.                          | |

## Spielstätten

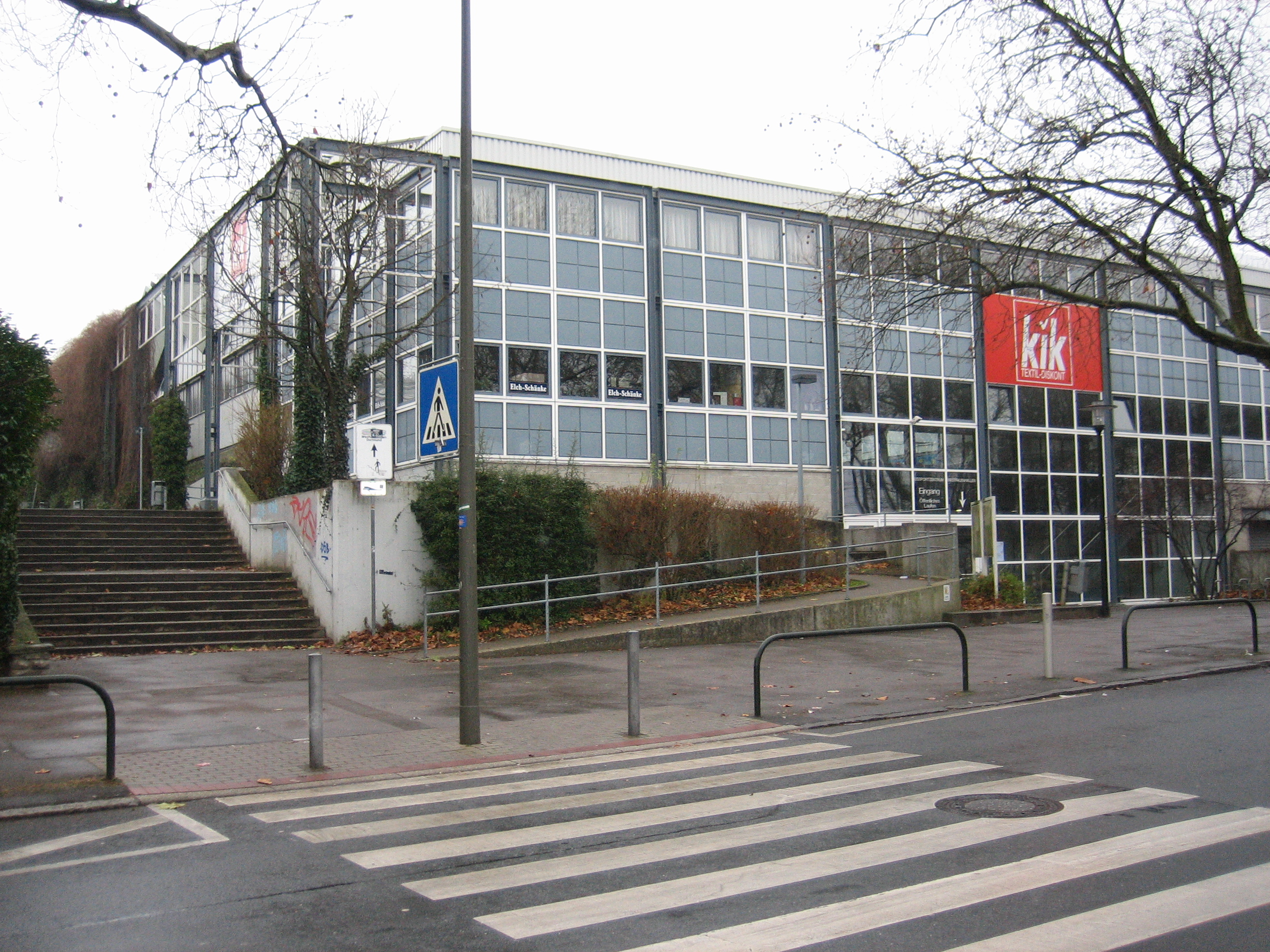
Die Halle des EHC Dortmund

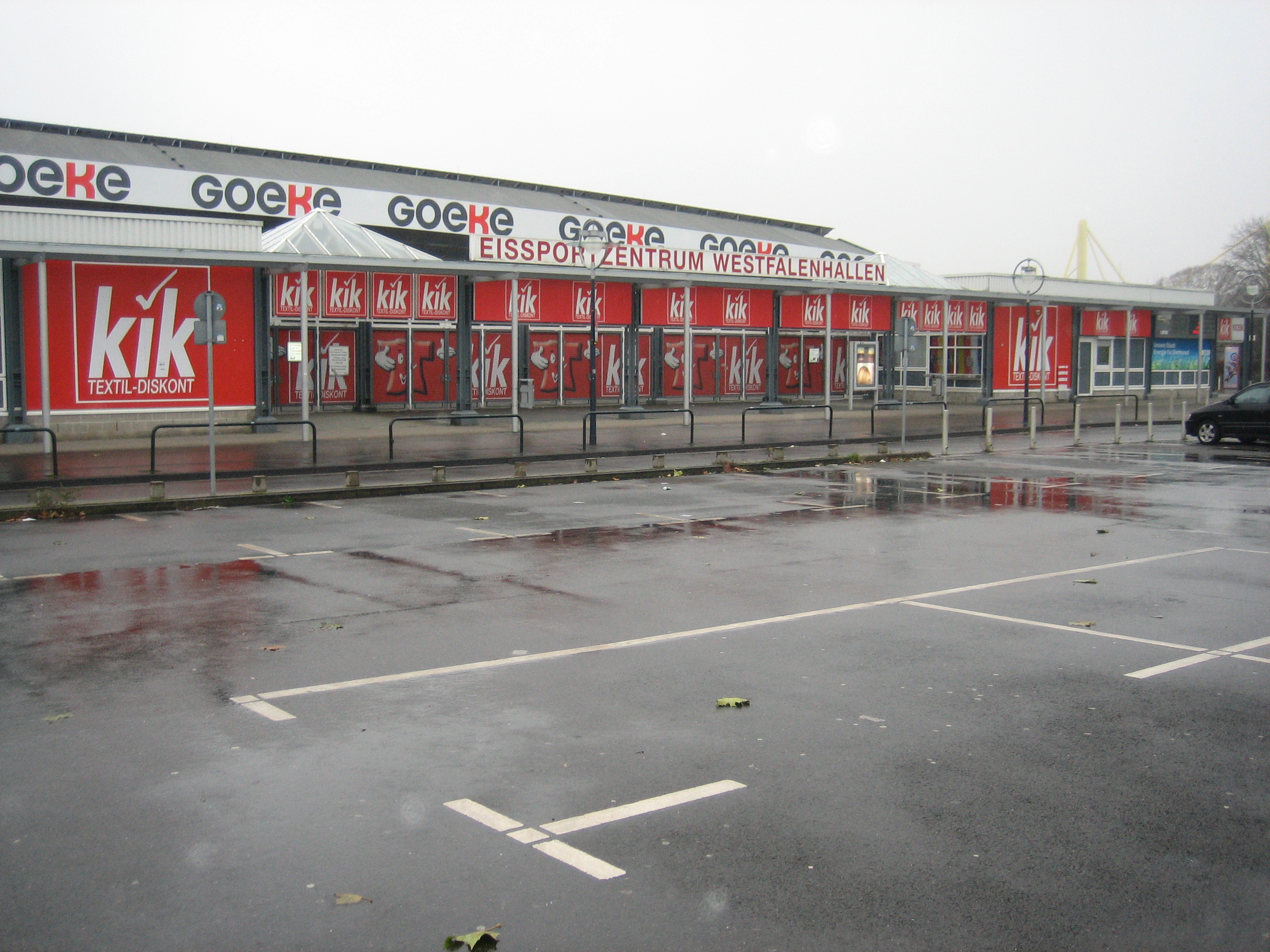
Der Besuchereingang des EWD

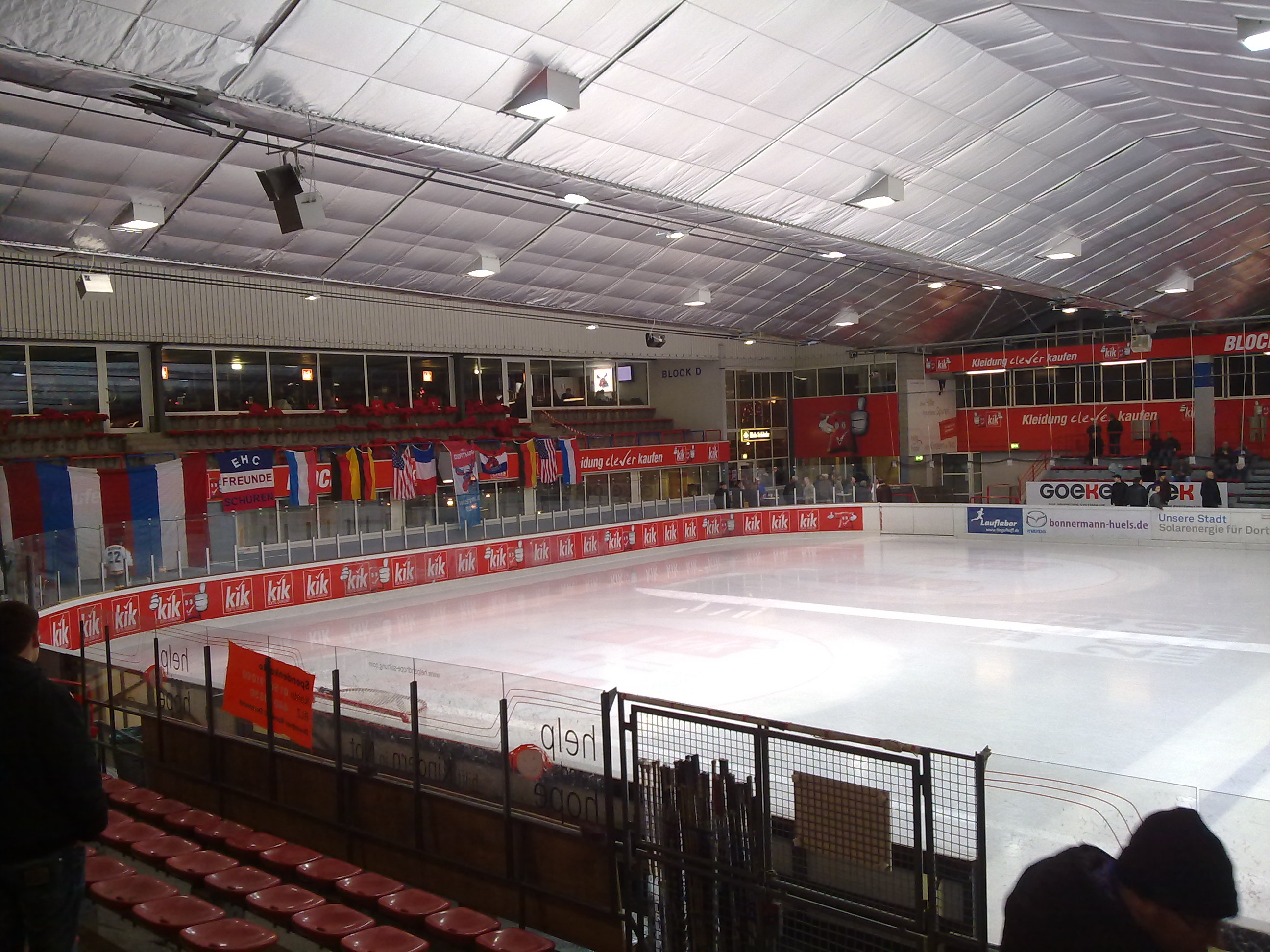
Innenansicht auf den VIP-Bereich

Der EV Westfalen Dortmund trug nach seiner Gründung im Jahr 1936 seine Heimspiele in der alten Westfalenhalle aus. Da es keine alternative Spielstätte gab, ließ der damalige stellvertretende Direktor der Westfalenhalle, Hans Brinkmann, eine Maschine zur Eisaufbereitung installieren. Der Spielbetrieb in dieser Halle fand zwischen 1936 und 1940 statt.

### Eissportzentrum Westfalen(hallen)
Seit den 1950er Jahren trugen die bisherigen Dortmunder Eishockeymannschaften ihre Heimspiele im Eissportzentrum Westfalenhallen (heute: Eissportzentrum Westfalen) aus. Es wurde im Jahre 1952 eröffnet und im Zuge seiner Planung bewusst als offenes Eisstadion konzipiert. 1992 entschied sich die Westfalenhallen Dortmund GmbH für eine Komplettsanierung und einer Aufstockung der Zuschauerkapazität. Seitdem bietet das Stadion Platz für knapp 5.000 Zuschauer. Ihr erstes Pflichtspiel im Eissportzentrum absolvierte eine Dortmunder Mannschaft am 21. November 1964, als der ERC Westfalen Dortmund in einem Meisterschaftsspiel gegen den Kölner EK spielte. Der ERC verlor diese Partie mit 0:9. Während der Saison 2007/08 wurde im EWD ein VIP-Bereich für die Gäste des EHC Dortmund eingerichtet. Des Weiteren hat sich die Vereinsführung im selben Jahr dazu entschlossen, das Restaurant zu übernehmen, welches jetzt den Namen „Elchschänke“ trägt. Der VIP-Bereich wurde nach dem Aufstieg in die Oberliga 2009 erweitert und erstreckt sich nun fast über den kompletten „D-Block“, der sich hinter dem Tor und über der „Elchschänke“ befindet.
| Zuschauerstatistik 2007–2011 |            |                       |                     |
| Saison                       | Heimspiele | Zuschauer             | Zuschauer pro Spiel |
| Play-offs 2011               | 2 (–)      | 2.255 (–)             | 1.128 (–)           |
| 2010/11                      | 23 (20/3)  | 16.767 (13.030/3.737) | 729 (652/1.246)1    |
| Play-offs 2010               | 5 (–)      | 3.056 (–)             | 611 (–)             |
| 2009/10                      | 20 (–)     | 12.379 (–)            | 618 (–)             |
| Play-offs 2009               | 2 (–)      | 2.600 (–)             | 1.300 (–)           |
| 2008/09                      | 20 (11/9)  | 8.970 (4.606/4.364)   | 449 (419/485)1      |
| Play-offs 2008               | 2 (–)      | 2.296 (–)             | 1.148 (–)           |
| 2007/08                      | 19 (11/8)  | 8.082 (4.162/3.920)   | 425 (378/490)1      |
| 2006/07                      | 18 (11/7)  | 3.869 (2.476/1.393)   | 215 (225/199)       |

(Angegeben ist die Gesamtauslastung der ganzen Saison. In Klammern sind die Vorrunde/Pokalrunde separat aufgeführt.)

1 Teilnahme an der Meisterrunde, statt Pokalrunde

## Vereinskultur

### Fans und Rivalitäten

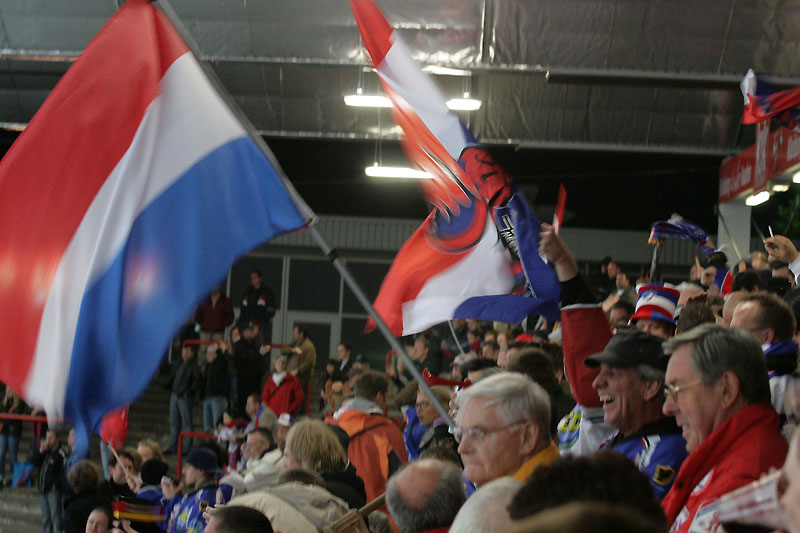
Die Fans des EHC im „C-Block“

Mit den Anhängern des Herner EV besteht seit der gemeinsamen Zeit in der Oberliga und der 2. Bundesliga eine große Rivalität, die durch das besonders emotional geführte Play-off-Finale der Regionalliga-Saison 2007/08 noch einmal an Bedeutung gewonnen hat. Das erste Duell beider Mannschaften gab es am 25. August 1972. Damals konnte die Mannschaft des Herner EV den damaligen Oberligisten ERC Westfalen Dortmund mit 6:5 am Herner Gysenbergpark besiegen.
Während die Rivalität mit den Fans des Herner EV bis heute besteht, hat sich diejenige mit den Fan-Gruppierungen der Iserlohner Eishockeyvereine aufgelöst. In den 1980er und Mitte der 1990er Jahre duellierten sich der ERC Westfalen Dortmund und der ECD Iserlohn beziehungsweise der Nachfolgeverein ECD Sauerland in der Oberliga sowie in der 2. Bundesliga. Die Partien zwischen den Mannschaften hatten einen hohen Zuschauerzuspruch. So fanden die Spiele in Dortmund meist vor bis zu 5.000 Zuschauern statt. Der Konkurs des ERC Westfalen 1996 und der damit verbundene sportliche Abstieg in die sechste Liga sowie der Aufstieg der Iserlohn Roosters bis in die Deutsche Eishockey Liga verhinderten ein weiteres Aufeinandertreffen beider Klubs. Die Rivalität zwischen den Fans ließ im Laufe der Jahre nach und hat heute kaum noch Bestand. Eine weitere Rivalität des EHC Dortmund besteht mit dem Hammer Eissport, heute mit der Mannschaft des Lippe-Hockey-Hamm. Früher gab es zudem noch eine Fan-Rivalität mit dem Königsborner JEC, die heute nicht mehr besteht – Generationswechsel bei den Fans und mangelnde sportliche Rivalität sind die Hauptgründe dafür.
Seit kurzer Zeit besteht eine Fan-Freundschaft mit den Fans der Ratinger Ice Aliens, insbesondere mit dem Fanclub „Supcom-Ratingen“. Dies liegt vor allem daran, dass im Kader der Elche ehemalige Spieler der „Ice Aliens“ stehen, sowie an der Rivalität beider Fan-Gruppierungen mit der des Herner EV. Dies führte dazu, dass sich Fans beider Klubs in unregelmäßigen Abständen zu den Spielen ihrer Teams treffen, um die jeweilige Mannschaft zu unterstützen. Gute Beziehungen gibt es zudem zu den Fans des Neusser EV und des EV Duisburg.
In der Saison 2009/10 entstand zudem ein gutes Verhältnis zu den Anhängern des EV Landsberg. Bei einem Auswärtsspiel des EHC Dortmund in Landsberg am 23. Oktober 2009 gerieten der Dortmunder Angreifer Ryan Martens und der Landsberger Boris Zahumensky während eines Zweikampfes mit den Schultern aneinander. Daraufhin prallte Zahumensky in die Bande und brach sich dabei fünf Halswirbel und mehrere Rippen. Sowohl die Fans und Verantwortlichen beider Vereine als auch der Kanadier Ryan Martens waren auf Grund des Unfalls geschockt. In den folgenden Wochen gab es Genesungswünsche aus der ganzen Liga, insbesondere aus Dortmund. So wurde unter anderem eine Choreographie seitens der Fans des EHC organisiert. Dabei hielten die Zuschauer vor dem Heimspiel gegen den EHC Klostersee am 29. November 2009 die auf Blättern aufgedruckte Rückennummer Zahumenskys beim Einlauf der Mannschaften hoch. Die bei dieser Aktion gesammelten Unterschriften, Bilder und Glückwünsche ließ das Management des EHC Dortmund dem verletzten Slowaken zukommen.

### Entwicklung des Vereins

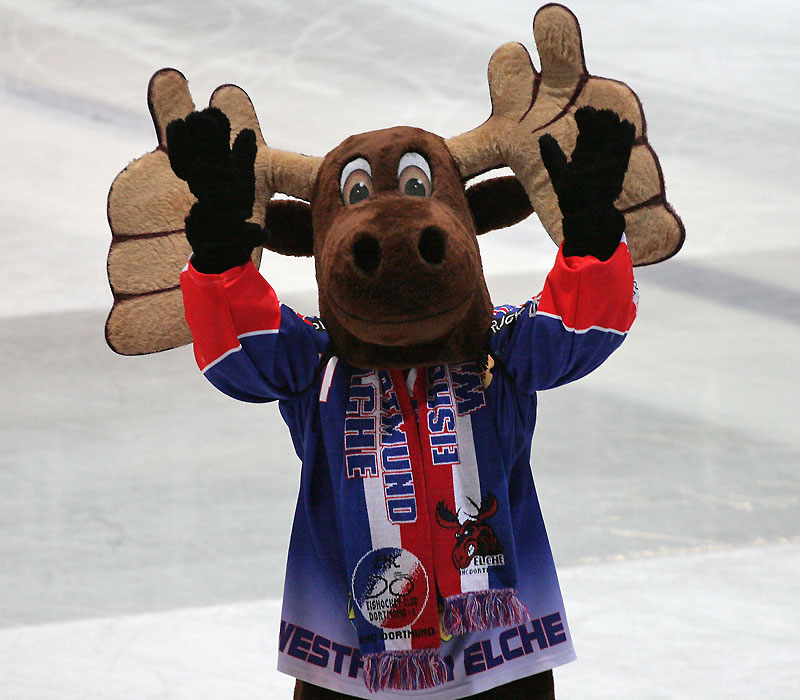
Chicco, das Maskottchen des EHC Dortmund

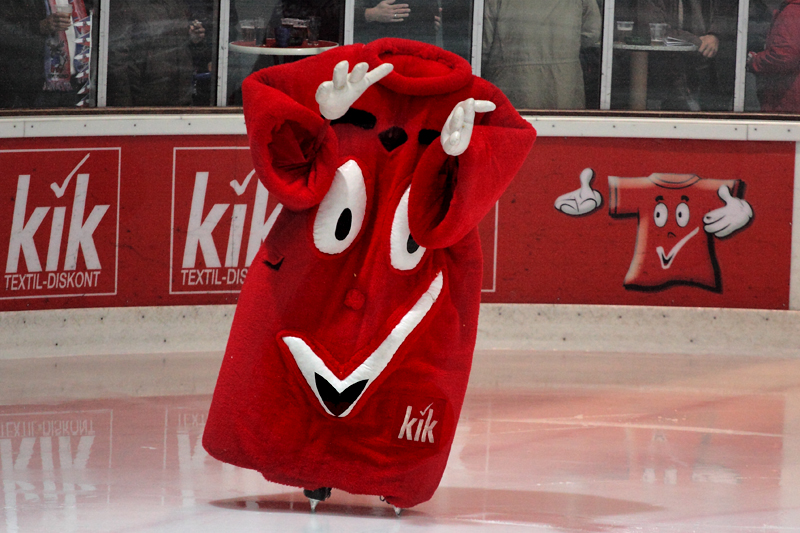
Das „KiK-Männchen“

In den Jahren des sportlichen Erfolgs besuchten regelmäßig mindestens 1.000 Zuschauer die Heimspiele des damaligen ERC Westfalen Dortmund und des ERC Westfalen Dortmund 1990. Nach der Neugründung des Eishockey-Club Dortmund im Jahr 1996 war die Fanszene, auch auf Grund des in der Folge ausbleibenden sportlichen Erfolgs, klein geworden. Im Laufe der Jahre konnte die Vereinsführung eine positive Entwicklung verzeichnen – durch vielfältige Werbestrategien konnte der EHC auf sich aufmerksam machen. Die örtlichen Zeitungen, darunter die Ruhr Nachrichten und die Westdeutsche Allgemeine Zeitung, konnten als Werbepartner gewonnen werden. Seit kurzem sendet der in Dortmund beheimatete Radiosender Radio 91.2 vor jedem Heimspiel mehrmals einen Werbespot und berichtet unregelmäßig von den Spielen. Darüber hinaus konnte wieder ein Stadionheft eingeführt werden, unter anderem in Kooperation mit dem Fanzine „elchgehege“. Des Weiteren gibt es gemeinsam mit einer professionellen Agentur, Bemühungen um die Entwicklung des Corporate Design. Seit Juli 2008 kooperiert der EHC Dortmund zudem mit der International School of Management Dortmund, die den Verein auf dem Weg zur Professionalisierung, mit Hilfe von Umfragen in der Dortmunder Bevölkerung zum Thema Eishockey, unterstützen soll.